# الكامل في ضعفاء الرجال
الكامل في ضعفاء الرجال هو أحد أهم كتب أهل السنة والجماعة في الجرح والتعديل وعلم الرجال، ألّفه الحافظ أبو أحمد بن عدي الجرجاني المشهور بابن عدي، وهو كتاب ضخم حاول فيه المؤلف أن يتتبع ويستوعب أسماء جميع رواة الحديث الذين تكلّم فيهم أئمة الجرح والتعديل بالتضعيف، وذكر في ترجمة كل راوٍ ما استنكره عليه العلماء من الأحاديث أو ما عدّوه غريباً أو منكراً.
يُعد كتاب الكامل لابن عدي من أوسع الكتب المصنّفة في الضعفاء، ومن أكمل ما ألّف في هذا المجال؛ حيث إنه قد فاق غيره من الكتب في هذا الموضوع ككتاب المجروحين لابن حبان، وكتاب الضعفاء الكبير للعقيلي.

## المؤلف
هو الحافظ عبد الله بن عدي بن عبد الله بن محمد بن مبارك، أبو أحمد الجرجاني، والمعروف بابن القطّان. ولد بمدينة جرجان يوم السبت من ذي القعدة عام 277 هـ. نشأ فيها وبدأ طلب العلم مبكرا وعمره لا يتجاوز الثلاث عشرة سنة. وبقي في جرجان يأخذ العلم عن شيوخها وعلمائها لمدة سبع سنين ثم رحل في طلب الحديث عام 297 هـ. زار في رحلاته عددا كبيرا من المدن والبلاد منها: خراسان وبخارى ونيسابور والبصرة وبغداد والكوفة وتكريت وأنطاكيا وحلب وحمص ودمشق وصور وصيدا وعسقلان وبيت المقدس وعكا ودمياط والإسكندرية ومكة والمدينة وغيرها.
سمع في رحلاته من عدد كبير من الشيوخ حتى وصل عددهم إلى أكثر ألف شيخ، ومن أشهرهم:
أبو جعفر بن جرير الطبري، وأبو يعلى الموصلي، وأبو عبد الرحمن النسائي، وأبو جعفر الطحاوي، وأبو بكر بن المنذر، وأبو القاسم البغوي، وابن خزيمة، ومحمد بن عثمان بن أبي شيبة، وغيرهم.
وقد أفاض العلماء في مدحه والثناء عليه وتقديمه على أقرانه، فقال ابن عساكر: «كان مصنّفا حافظا ثقة»، وقال الذهبي: «الإمام الحافظ الكبير»، وقال ابن كثير: «الحافظ الكبير المفيد الإمام العالم»، وقال ابن قاضي شهبة: «أحد الأئمة الأعلام وأركان الإسلام، طوّف البلاد في طلب العلم وسمع الكبار»، وقال أبو يعلى الخليلي: «كان عديم النظير حفظا، وجلالة»، وقال السمعاني:«كان حافظ عصره».
توفي ابن عدي في جرجان عام 365 هـ وعمره ثماني وثمانون سنة، وذلك ليلة السبت في جمادى الآخرة، ودفن بجانب مسجد كرز بن وبرة.

## اسم الكتاب ووصفه ومنهجه

### اسم الكتاب
اتفق كل من ذكر أو تكلّم عن هذا الكتاب إن اسمه «الكامل»، ولكنهم اختلفوا بعد ذلك في تتمة الاسم، فسماه بعضهم: «الكامل في الجرح والتعديل»، وسماه آخرون: «الكامل في معرفة الضعفاء»، وزاد بعضهم: «... والمتروكين من الرواة»، وزاد بعضهم: «... وعلل الحديث»، وسماه ابن تيمية: «الكامل في أسماء الرجال»، والظاهر أن بعض هؤلاء العلماء نظروا إلى موضوع الكتاب فذكروه مع اسمه بألفاظ مختلفة مع اتفاق المعنى، ومع هذا كله فالذي سماه به مصنّفه وأفصح عنه في مقدمة كتابه أنه: «الكامل في ضعفاء الرجال»

### نسبته للمؤلف
لم يرد شك أو خلاف بين المؤرخين والمحققين على ثبوت نسبة كتاب الكامل لابن عدي، وقد دل على ذلك أمور عديدة أهمها:
- شهرة الكتاب واستفاضة ذكره بين العلماء المختصين بهذا الشأن قديماً وحديثاً.
- عزو الكتاب إلى المؤلف في جميع المخطوطات الموجودة للكتاب.
- وجود أسانيد رواة الكتاب إلى المؤلف وإثباتها على النسخ الخطية.
- النقل والاستفادة من الكتاب ونسبة الكتاب لابن عدي عند علماء الجرح والتعديل الذين جاؤوا بعده وصنفوا الكتب في هذا العلم.

### موضوعه

صفحة من كتاب الكامل تعرض مثالاً على طريقة المؤلف ومنهجه

موضوع الكتاب هو ترجمة ضعفاء المحدّثين ومجاهيلهم والمتكلم فيهم من ناحية الجرح مع بيان الوجه الذي استحقوا فيه الجرح. وقد جاء الكتاب كبيراً واسعاً بحيث بلغت عدد التراجم فيه ألفين ومائتين وتسعة (2209). وقد استهل ابن عدي كتابه بمقدمة مطولة ابتدأها ببيان سوء الكذب على رسول الله، وإثم من فعله، وذكر الأحاديث في ذلك. ثم ذكر تحرّي الصحابة والتابعين في تحمل الحديث وأدائه خوفا من الخطأ في نقل حديث النبي. وبيّن ما كان من تحفّظ الصحابة في رواية الحديث وموقفهم من كتابته، فذكر من اختار قلة الرواية ولم يكثر من الحديث، ومن كان لا يرى كتابة الحديث من الأئمة، ومن كان يكتب منهم.
ثم ذكر من تكلّم في الرجال من الصحابة والتابعين ومن بعدهم، إلى زمانه. فأورد كثيرًا من الروايات في فضائلهم، مع ذكر نبذ من تثبّتهم وتحرّيهم، وبيّن أن الله أقام هؤلاء العلماء لحفظ الدين والحديث وصيانته، وتكفّل ببيان أسمائهم، فقال:
أي أنه تكفّل بتوضيح مكانه علماء الرجال والجرح التعديل الذي ينقل عنهم وما استحقوا به قبول نقدهم وقولهم في الرجال بما علمه من أحوالهم.
ثم أورد صفة من يقبل حديثه ومن يردّ، سواء المتفق على ضعفهم أو المختلف فيهم، على قدر ما بلغه علمه، فقال في خطبة الكتاب:

### ترتيب التراجم
ذكر ابن عدي أسماء الضعفاء والمجاهيل والمتكلم فيهم مرتبا أسمائهم على حروف المعجم، فبدأ بمن اسمه يبدأ بالألف، ثم من اسمه يبدأ بالباء، وهكذا، إلى أن انتهى بمن اسمه يبدأ بالياء. ولكنه لم يلتزم بهذا المنهج داخل كل حرف، ففي حرف الألف مثلا: بدأ بمن اسمه أحمد، ثم إبراهيم، ثم إسماعيل، وهكذا غير مراع الترتيب الهجائي. وكذلك داخل كل اسم لم يلتزم الترتيب المعجمي، ففي من اسمه إبراهيم مثلا: بدأ بإبراهيم بن بشر، ثم إبراهيم بن ميسرة، ثم إبراهيم بن حازم... وهكذا. لكنه التزم على سبيل العموم داخل كل اسم بالترتيب حسب طبقة صاحب الترجمة، فيبدأ بالأقدمين ثم يظل ينزل حتى يصل إلى شيوخه. كما أنه يقدم الاسم الذي يتكرر كثيرًا على الاسم الذي لا يتكرر كثيرا.

### منهجه
يبدأ الترجمة بذكر اسم الراوي المترجم، وونسبه ونسبته، وكنيته، ولقبه، وبلده، وقد لا يذكر سنوات الولادة أو الوفاة. ثم يذكر في الأغلب أشهر شيوخ الراوي، وقد يذكر أشهر تلاميذه، ثم ينقل أقوال أئمة الجرح والنعديل في الراوي المترجم له بأسانيده إلى قائليها. ثم يسوق الأحاديث المستنكرة على الراوي ولو كان الراوي ثقة. ويبين أحيانا وجه النكارة فيها، ويشرح ما بها من العلل، وقد يذكر الصواب فيها ويرويه. ثم يختم الترجمة بخلاصة رأيه في هذا الراوي. ويحترز في عباراته لا سيّما عند اختلاف أقوال الأئمة في الراوي، قال:
وأحيانا ما يتكلم ابن عدي في أثناء ترجمة الراوي عن راو آخر، وهذا الراو الآخر قد يكون له عنده ترجمة في الكتاب، وربما يذكر في ترجمته العرضية ما لم يذكره في الترجمة الأصلية، وقد لا يكون له ترجمة أصلية في كتابه. كما أنه يوضح أحيانا بعض أقوال الأئمة وعباراتهم في راو من الرواة، ويبين مرادهم منها.

### المصادر التي أكثر من النقل منها

كتاب التاريخ الكبير للإمام البخاري أحد مصادر ابن عدي في كتاب الكامل

## النسخ الخطية للكتاب

صورة عن الصفحة الأولى من النسخة الخطية المحفوظة بمكتبة أحمد الثالث في إسطنبول